# 周頌 (萬曆進士)
周颂，字仲美，浙江临海县人，明朝政治人物。

## 生平
自幼聪颖，读书过目不忘，家贫仍力学。万历三十八年（1610年）登庚戌科二甲四十二名进士，历官工部虞衡司主事，升员外郎、郎中，出爲扬州府知府，改武昌府，天啓五年（1625年）以举卓异入觐，三月升湖广按察司副使、常镇兵备道，历湖广参政、按察使，七年四月加右布政使，照旧兵备常鎮。天启间，因得罪魏忠贤罢职。卒祀台州乡贤祠。

## 著作
著作有《清啸稿》《谈心集》。